# Gracilinanus emiliae
Gracilinanus emiliae là một loài động vật có vú trong họ Didelphidae, bộ Didelphimorphia. Loài này được Thomas mô tả năm 1909.